# Bellcaire d’Urgell
Bellcaire d’Urgell – gmina w Hiszpanii, w prowincji Lleida, w Katalonii, o powierzchni 31,13 km². W 2011 roku gmina liczyła 1350 mieszkańców.